# Parafia Dobrego Pasterza w Faliszówce
Parafia Dobrego Pasterza w Faliszówce – parafia rzymskokatolicka z siedzibą w Faliszówce, znajdująca się w diecezji rzeszowskiej w dekanacie Nowy Żmigród. Erygowana w dniu 26 sierpnia 2000 roku dekretem ówczesnego biskupa rzeszowskiego Kazimierza Górnego.